# PCI-E
Brza Interkonekcija Periferijskih Uređaja (eng. PCI-Express) je najnoviji standard komunikacije između perifernih računarskih komponenti i matične ploče u računaru. Standard je predstavljen 2004. godine od strane Intel-a. Standard poseduje nekoliko revizija i nivoa. PCI-E x16 standard je namenjen grafičkim kartama, dok su za ostale komponente predviđeni sporiji PCI-E portovi. Karakteriše ga veća brzina i propusnost u odnosu na prethodne standarde (ISA, PCI, AGP). Standard omogućava direktnu "čip-na-čip" komunikaciju.

## Istorijat
Još od pojave prvih IBM personalnog računara 1981, računar je imao slotove za proširenje gde ste mogli da ugradite dodatne kartice da dodate mogućnosti koje nisu bile dostupne na matičnoj ploči računara. Trenutno najčešći tip slotova za proširenje koji su dostupni se zovu Brzi PCI. Ovde je navedena lista najčešćih tipova slotova za proširenje koji su bili izbačeni za računare tokom godina njihovog korišćenja, tj. njihove istorije:
- ISA – Standardna Industrijska Arhitektura
- MCA – Arhitektura Mikro Protoka
- EISA – Proširena Standardna Industrijska Arhitektura
- VLB - Lokalna Magistrala VESA
- PCI – Interkonekcija Periferijskih Uređaja
- PCI-X – Proširena Interkonekcija Periferijskih Uređaja
- AGP – Ubrzani Grafički Port
- Brzi PCI – Brza Interkonekcija Periferijskih Uređaja

### Standardna Industrijska Arhitektura
Nove vrste proširivih slotova su bile pravljene kad god bi se pokazalo da su dostupni tipovi previše spori za određene aplikacije: Na primer, originalni ISA slot dostupan na IBM računaru i na IBM XT računaru i njihovi klonovi, imali su maksimalnu teoretsku učestanost prenosa (tj. protok) od samo 4.77 MB/s (4.77 MHz prenoseći osam bitova po jednom impulsu takta). Verzija ISA od 16 bita koja je lansirana sa IBM AT računarom 1984, skoro da je udvostručila dostupnu količinu protoka do 8 MB/s (8 MHz prenoseći 16 bita na svaka dva ciklusa takta, svaki ciklus pristupa na ISA magistrali zahtevao je dva impulsa takta da bi bio izvršen), ali ovaj broj je bio ekstremno nizak čak i za aplikacije sa velikim protokom kao što je video snimak.

### Arhitektura Mikro Protoka
Onda je IBM pustio u prodaju MCA slotove za svoj PS/2 kompjutersku vezu (kabal), i pošto je bio zaštićen autorskim pravima, drugi proizvođači nisu mogli da ga kopiraju ili koriste. Tako da su MCA slotovi bili ograničeni samo na računare koje je proizvodio IBM.

### Proširena Standardna Industrijska Arhitektura
Devet proizvođača računara su se udružili da bi napravili EISA slot, ali to nije uspelo iz dva razloga. Prvi, zadržao je kompatibilnost sa originalnim ISA slotom, tako da mu je učestanost rada takta bila ista kao kod 16-bitnog ISA slota. Drugi, savez nije sadržao proizvođače matičnih ploča, tako da uradi-sam korisnici
i drugi proizvođači nisu imali pristup ovom slotu.

### Lokalna Magistrala VESA
Prvi slot velike brzine koji će izdati bio je VLB. Veća brzina je postignuta povezivanjem slota na lokalnu magistralu procesora, tj. spoljnju procesorsku magistralu. Na ovaj način, slot je radio na istoj brzini kao spoljnja magistrala procesora, koja je najbrža magistrala u računaru. U tabeli ispod, opisujemo ovaj slot kao da koristi učestanost takta od 33 MHz, međutim stvarna učestanost takta će zavisiti od procesora koji se koristi. (Većina procesora u to vreme je koristila spoljnju učestanost takta od 33 MHz, međutim procesori sa 25 MHz i 40 MHz su takođe bili dostupni.) Problem sa ovom magistralom je predstavljalo to da je bila dizajnirana samo za lokalnu magistralu 486-te klase procesora. Kada je Pentium-ov procesor pušten u prodaju, on je bio nekompatibilan sa njom, zato što je koristio lokalni magistralu sa drugačijim specifikacijama (spoljnja učestanost takta od 66 MHz umesto one od 33 MHz i 64-bitni prenos podataka umesto 32-bitnog).

### Interkonekcija Periferijskih Uređaja
PCI je platformski nezavisna magistrala koja je povezana na sistem koristeći premosni čip (koji je deo čipseta matične ploče). Kad god novi procesor izađe u prodaju, još uvek možete da koristite istu PCI magistralu tako što samo redizajnirate premosni čip umesto da redizajnirate magistralu, što je bila norma pre nego što je PCI magistrala napravljena.
Magistrala je putanja po kojoj se kreću podaci gde možete da priključite više uređaja u isto vreme, deleći ovu istu putanju podataka. Najočigledniji uređaji koji su bili priključivani na PCI magistralu bili su slotovi za proširenje, međutim integrisane komponente dostupne na matičnoj ploči kao što je bio ugrađen mrežni čip mogle su biti povezane na PCI magistralu.
Iako su druge konfiguracije bile teoretski moguće, najčešći način realizacije PCI magistrale je bio sa taktom od 33 MHz sa 32-bitnom putanjom podataka, omogućavajući protok od 133 MB/s.

### Proširena Interkonekcija Periferijskih Uređaja
PCI-X magistrala je verzija PCI magistrale koja radi na većim učestanostima takta i sa širim putanjama podataka za serverske matične ploče, postižući veće brzine protoka kod uređaja koji su zahtevali veće brzine, kao što su mrežne kartice vrhunskog kvaliteta i RAID kontroleri.

### Ubrzani Grafički Port
Kada se pokazalo da je PCI magistrala previše spora za vrhunske video kartice, nastao je AGP slot.
Ovaj slot je korišten isključivo za video kartice.

### Brza Interkonekcija Periferijskih Uređaja
PCI-SIG je razvio konekciju nazvanu Brzi PCI (prethodno poznatu kao 3GIO i zvanična skraćenica PCIe, iako je većina ljudi skraćuje, pogrešno, kao PCI-E). Uprkos svom imenu, Brzi PCI radi skroz drugačije od PCI magistrale.
PCI je magistrala, dok je Brzi PCI tačka-tačka veza, tj. povezuje samo dva uređaja, to jest nijedan treći uređaj ne može da koristi ovu vezu. Samo da pojasnimo, na matičnoj ploči koja koristi standardne PCI slotove, svi PCI uređaji mogu da budu povezani na istu PCI magistralu i dele istu putanju za podatke, tako da se može pojaviti efekat uskog grla (to jest učinak se smanji zato što više uređaja želi da šalje u isto vreme). Na matičnoj ploči sa PCI Brzim slotovima, svaki Brzi PCI slot je povezan sa čipsetom matične ploče koristeći namensku traku, ne deleći istu (putanju podataka) sa drugim Brzim PCI slotovima.
Takođe, uređaji integrisani na matičnoj ploči, kao što su mrežni, SATA i USB kontroleri, su obično povezani sa čipsetom matične ploče koristeći njima namenjene Brze PCI veze.
PCI i razne druge vrste slotova za proširenje koriste paralelnu komunikaciju, dok se PCI Express zasniva na serijskim komunikacijama velikih brzina.
Brzi PCI se zasniva na individualnim trakama, koje mogu biti grupisane da bi oformile veze sa većim protokom. X koje prati opis Brze PCI veze odnosi se na broj traka koje veza koristi.

## Sa paralelne na serijsku
Brza PCI konekcija predstavlja izvanredni napredak u načinu na koji periferni uređaji komuniciraju sa računarom. Razlikuje se od PCI magistrale sa više gledišta, međutim najvažniji je način na koji se prenose podaci. Brzi PCI je još jedan primer prelaza sa paralelne komunikacije na serijsku komunikaciju kod prenosa podataka. Drugi, češće korišteni interfejsi koji koriste serijsku komunikaciju uključuju USB, Eternet (umrežavanje), SATA i SAS (skladištenje podataka).
Pre Brze PCI-a, sve računarske magistrale i slotovi za proširenje su koristili paralelnu komunikaciju. Kod paralelne komunikacije po nekoliko bitova je prenošeno putanjom za podatke u isto vreme, tj. u paraleli. Kod serijske komunikacije, samo jedan bit je prenošen putanjom za podatke u toku jednog ciklusa takta. U početku, ovo je činilo paralelnu komunikaciju bržom od serijske komunikacije, pošto je veći broj bitova bio poslat odjednom, to je komunikacija bila brža.
Ipak, paralelna komunikacija, ima neke probleme koji je sprečavaju da slanje podataka dostigne veće učestanosti takta. Što je brži bio takt, veći su bili problemi sa elektromagnetnim smetnjama (EMI) i kašnjenje signala.
Kada kroz žicu teče električna struja, oko nje se stvara elektromagnetno polje. Ovo polje može da indukuje električnu struju u susednoj žici, na taj način kvareći informacije koje ona prenosi. Kako se kod paralelnog prenosa, nekoliko bitova šalje u isto vreme, svaki bit uključen u prenos koristio je po jednu žicu. Na primer, kod 32-bitne komunikacije (kao što je standardni PCI slot) potrebne su 32 žice samo za slanje podataka, ne računajući dodatne kontrolne signale koji su takođe neophodni. Što je bio brži takt, elektromagnetne smetnje su predstavljale veći problem.
Svaki bit u paralelnoj komunikaciji je poslat zasebnom žicom, ali je skoro nemoguće učiniti da te 32 žice imaju tačno istu dužinu na matičnoj ploči. Na većim učestanostima takta, podaci poslati kroz kraće žice stižu pre podataka poslatih kroz duže žice. To jest, bitovi u paralelnoj komunikaciji mogu da stižu sa zakašnjenjem. Kao posledica toga, prijemni uređaj mora da čeka da svi bitovi stignu da bi mogao da procesuira kompletne podatke, koji predstavljaju značajan gubitak na učinku. Ovaj problem je poznat kao kašnjenje signala i postaje gore sa povećanjem učestanosti takta.
Projekat komunikacione magistrale koja koristi serijsku komunikaciju je jednostavniji za primenu nego kad se koristi paralelna komunikacija, pošto je manje žica je neophodno za slanje podataka.
Kod tipične serijske komunikacije, četiri žice su neophodne – dve za slanje podataka i dve za prijem, obično sa tehnikom protiv elektromagnetnih smetnji zvanom poništavajući ili diferencijalni prenos. Sa poništavanjem, isti signal se šalje preko dve žice, s tim da druga žica šalje signal u
ogledalu (obrnute faze) u poređenju sa originalnim signalom, kao što se može videti na Slici 3.
Kad prijemnik dobije signal, poredi ga sa dva signala, koji moraju da budu jednaki ali u ogledalu.
Razlika između dva signala je šum, pojednostavljujući prijemniku da prepozna šum i da ga izbaci.
Pored obezbeđivanja veće otpornosti na elektromagnete smetnje, serijska komunikacija ne pati od kašnjenja signala. Na ovaj način, one mogu da postignu veće učestanosti takta mnogo lakše nego paralelne komunikacijama.
Još jedna bitnija razlika između paralelne i serijske komunikacije jeste da je paralelna komunikacija obično poludupleksna zbog velikog broja žica koje su potrebne za njenu primenu (iste žice se koriste za slanje i primanje podataka). Serijska komunikacija je potpuni dupleks zato što su joj potrebne samo dve žice u oba smera (postoji poseban skup žica za slanje podataka i poseban skup žica za primanje podataka). Kod poludupleksne komunikacije, dva uređaja ne mogu da razgovaraju jedan sa drugim istovremeno; ili samo prvi ili samo drugi šalje podatke. Sa potpunom dupleks komunikacijom, oba uređaja mogu da šalju podatke u isto vreme.

## Režimi rada
Brzi PCI konekcija se zasniva na principu trake, koja je jedno-bitska, potpuno dupleksna, serijska komunikacija velike brzine. Trake mogu da se grupišu da bi se povećao protok. Na primer, kada dva uređaja koriste četiri trake za komunikaciju, oni se smatraju „x4“ konekcijom i moći će da postugnu četiri puta veći protok od jedne konekcije, tj. Jedne trake. Na Slici 4, prikazana su dva uređaja koji koriste dve trake, tj. „x2“ konekciju. Iako u teoriji bilo koji broj od jedne do 32 trake može da se grupiše, najčešće korišteni brojevi su x4, x8, i x16.

### Brzi PCI 1.0 i 2.0
Brzi PCI 1.0 I 2.0 koriste 8b/10b sistem šifrovanja (koji je isto šifrovanje koje koriste mreže Brzog Eterneta, to jest 100 Mbps). Brzi PCI 1.0 I 2.0 koriste 8b/10b sistem šifrovanja (koji je isto šifrovanje koje koriste mreže brzog Eterneta, tj. 100 Mbps). Ovo znači da se svakih osam bitova podataka šifruje i šalje kao 10-bitni broj. Obično, da bi ste konvertovali broj dat u bitovima po sekundi (bps) u bajtove po sekundi (B/s) morate da ih podelite sa osam, zato što jedan bajt predstavlja grupu od osam bitova. Međutim, zbog 8b/10b šifrovanja, to deljenje moramo da obavimo sa 10 umsto sa osam. Ovo je razlog zašto, sa taktom od 2.5 GHz i 5 GHz, x1 protoci ovih konekcija su 250 MB/s I 500 MB/s, odnosno, nisu 312.5 MB/s I 625 MB/s. Dodatna dva bita se zovu prekoračenje, i oni “jedu” 20% protoka kanala.

### Brzi PCI 3.0 i 4.0
Brzi PCI 3.0 koristi drugačiji sistem šifrovanja, onaj koji se zove 128b/130b. Kao što možete zaključiti, ovaj sistem šalje svakih 128 bitova podataka kao 130-bitni broj, koji nudi znatno manje prekoračenje. Da bi poslao 128 bitova podataka, Brzom PCI-u 3.0 su potrebna samo dva bita, dok sa prethodnim izdanjem, bila su potrebna 32 dodatna bita (po dva za svakih 8 bitova). Zbog ovog manjeg zahteva prekoračenja, brzi PCI 3.0 može da postigne dva puta veći protok od PCI Express-a 2.0 sa učestalošću takta od 8 GHz umesto sa 10 GHz.
Brzi PCI 4.0, koji je pušten u prodaju u sledećih par godina, zadržao je isti način kodovanja kao brzi PCI 3.0, udvostručavajući učestalost takta, dakle, udvostručavajući dostupan protok.

## Slotovi i kartice
Brzi PCI specifikacija omogućava slotovima da budu različite veličine, zavisno od broj traka povezanih na slot. Ovo omogućava smanjenje količine prostora potrebnog na
matičnoj ploči. Na primer, ako je potreban slot sa x1 konekcijom, proizvođač matične ploče može da koristi manji slot, štedeći prostor na matičnoj ploči.
Mnoge matične ploče imaju x16 slotove koji su povezani na x8, x4, ili čak x1 trake. Sa većim slotovima važno je znati ako njihove fizičke veličine odgovaraju njihovim brzinama. Štaviše, neki slotovi mogu da smanje svoje brzine kada se njihove trake dele. Najčešći scenario je kod matičnih ploča sa dva ili više x16 slotova. KOd nekoliko matičnih ploča, postoji samo 16 traka koji povezuju prva dva x16 slota sa Brzim PCI kontrolerom. To znači da kada ugradite jednu video karticu, ona će imati dostupan x16 protok, međutim kada se ugrade dve video kartice, svaka video kartica će imati pojedinačni x8 protok.
Matična ploča bi trebalo da sadrži ovu informaciju. Međutim praktičan savet je da pogledate unutar slota i da vidite koliko kontakata ima. Ako vidite da je broj kontakata na Brzi PCI-u x16 smanjen na pola od onoga što bi trebalo da bude, ovo znači da iako je fizički slot x16, on u stvari
ima osam traka (x8). Ako vidite sa istim slotom da je broj kontakata smanjen na četvrtinu od onoga što bi trebalo da bude, onda vidite x16 slot koji u stvari ima samo četiri trake (x4). Važno je znati da ne rade svi proizvođači matičnih ploča isto, neki još uvek koriste sve kontakte iako je slot povezan na manji broj traka. Najbolji savet je da ručno proverite matičnu ploču za tačne informacije.
Manje poznata činjenica je da možete da ugradite bilo koju PCI Express karticu za proširenje u bilo koji Brzi PCI slot. Na primer, možete da ugradite x1 karticu za proširenje u bilo koju vrstu PCI Express slota, kada nije potrebno da bude ugrađena u x1 slot. Znači, ako imate x4 karticu za proširenje a vaša matična ploča nema x4 Brzi PCI slot, nema problema; jednostavno je ugradite u x8 ili x16 slot.
Isto važi i za veće kartice. Na primer, možete da ugradite x16 karticu u „manji“ slot. (Slot, međutim, mora da ima otvorenu spoljnju stranu; u suprotnom, veća kartica za proširenje neće stati.
To zavisi od proizvođača matične ploče da li će ili neće obezbediti slotove sa otvorenom spoljnjom stranom.) Jedina mana je da će imati samo maksimalan protok omogućen od strane slota, tj. Ako ugradite x16 video karticu u x4 slot, ona će imati omogućen samo x4 protok. S druge strane, ova vrsta nadogradnje može biti korisna u nekim situacijama, kao kada sastavljate računar sa nekoliko video kartica da imate omogućen višestruki prikaz, a niste zabrinuti zbog igračkih performanasa.
Da bi se postigle maksimalne moguće performanse, i kartica za proširenje i Brzi PCI kontroler moraju biti iste revizije (dostupne unutar procesora ili unutar čipseta matične ploče, zavisno od sistema koji koristite). Ako imate Brzi PCI 2.0 video karticu i nadogradite je na sistem sa PCI Express 3.0 kontrolerom, bićete ograničeni na protok Brzi PCI-a 2.0. Ista takva kartica nadograđena na stariji sistem sa Brzi PCI 1.0 kontrolerom će biti ograničena na protok PCI
Express-a 1.0.

## Napajanje
Svim veličinama od x4 i x8 Brzim PCI karticama je dozvoljena maksimalna potrošnja snage od 25 W. Sve x1 kartice su u početku na 10 W; skroz-visoke (full-height) kartice mogu da konfigurišu same sebe kao “visokonaponske” da bi dostigle 25 W, dok polu-visoke x1 kartice su fiksirane na 10 W. Sve veličine x16 kartica su u početku 25 W; kao x1 kartice, polu-visoke kartice su ograničene na ovaj broj, dok skroz-visoke kartice mogu da uvećaju svoju snagu nakon konfiguracije. One mogu da koriste i do 75 W (3.3 V/3 A + 12 V/5.5 A), iako specifikacije zahtevaju da se konfiguracija velike snage koristi samo za grafičke kartice, dok karticu koje se koriste u druge svrhe treba da ostanu na 25 W. Opcionalni konektori dodaju 75 W(6-pinski) i/ili 150 W (8-pinski) snage do čak 300 W ukupno (2x75 W + 1x150 W). Neke kartice koriste dva 8-pinska
konektora, međutim ovo još uvek nije standardizovano, i zbog toga takve kartice ne mogu da nose zvanični Brzi PCI logo. Ove konfiguracije bi dozvoljavale do 375 W ukupno (1x75 W + 2x150 W) i verovatno će ih PCI-SIG standardizovati sa Brzi PCI 4.0 standardom. Onda bi 8-pinski konektor lako mogao da bude greškom zamenjen za EPS12V konektorom, koji se uglavnom koristi za napajanje SMP i više-jezgarnih sistema.

## Spoljašnje veze
- Računarski magazin
- Elektronske komponente
- Osobine uređaja Архивирано на веб-сајту  (3. мај 2016)
- Pregled performansi Архивирано на веб-сајту  (7. мај 2016)
- Razlika između verzija Архивирано на веб-сајту  (2. мај 2016)